# نواف العزيزي
نواف صالح العزيزي، لاعب كرة قدم سعودي ، يلعب في نادي الجبلين.

## مسيرة اللاعب
بدأ مع نادي القادسية و صعد للفريق الأول في عام 2018 و أعير إلى نادي التقدم مطلع عام 2020 و أعير إلى نادي الجبلين في صيف 2021.
استدعي للمنتخب الشباب في عام 2018 تحت قيادة المدرب خالد العطوي

## روابط خارجية
- نواف العزيزي على موقع Soccerway.com (الإنجليزية)